# Stara Dąbrowa w Korytach
Stara Dąbrowa w Korytach este o arie protejată (sit de importanță comunitară — SCI) din Polonia întinsă pe o suprafață de 1.630,39 ha, integral pe uscat.

## Localizare
Centrul sitului Stara Dąbrowa w Korytach este situat la coordonatele 52°16′37″N 15°10′27″E / 52.277°N 15.1743°E.

## Înființare
Situl Stara Dąbrowa w Korytach a fost declarat sit de importanță comunitară în octombrie 2009 pentru a proteja 3 specii de animale.

## Biodiversitate
Situată în ecoregiunea continentală, aria protejată conține 7 habitate naturale: Vegetație psamofilă uscată cu pășuni deschise de Corynephorus și Agrostis, Lacuri eutrofice naturale cu vegetație de tip Magnopotamion sau Hydrocharition, Păduri de fag Luzulo-Fagetum, Păduri de fag Asperulo-Fagetum, Păduri de stejar și carpen Galio-Carpinetum, Păduri acidofile de stejar bătrân cu Quercus robur pe câmpii nisipoase, Păduri aluvionare cu Alnus glutinosa și Fraxinus excelsior (Alno-Padion, Alnion incanae, Salicion albae).
La baza desemnării sitului se află mai multe specii protejate:
- amfibieni (1): triton cu creastă (Triturus cristatus)
- mamifere (1): lupul (Canis lupus)
- nevertebrate (1): rădașcă (Lucanus cervus)